# Żdżary (gromada w powiecie rawskim)
Żdżary – dawna gromada, czyli najmniejsza jednostka podziału terytorialnego Polskiej Rzeczypospolitej Ludowej w latach 1954–1972.
Gromady, z gromadzkimi radami narodowymi (GRN) jako organami władzy najniższego stopnia na wsi, funkcjonowały od reformy reorganizującej administrację wiejską przeprowadzonej jesienią 1954 do momentu ich zniesienia z dniem 1 stycznia 1973, tym samym wypierając organizację gminną w latach 1954–1972.
Gromadę Żdżary siedzibą GRN w Żdżarach utworzono – jako jedną z 8759 gromad na obszarze Polski – w powiecie rawskim w woj. łódzkim, na mocy uchwały nr 37/54 WRN w Łodzi z dnia 4 października 1954. W skład jednostki weszły obszary dotychczasowych gromad Jankowice, Promnik i Wał ze zniesionej gminy Góra, Rokitnica, Rokitnica Nowa, Rokitnica I i Godzimierz ze zniesionej gminy Lubania oraz Rudki, Rudki Nowe, Sańbórz, Strzałki, Strzałki Nowe, Zalesie, Żdżary i Wierzchy (z wyłączeniem obszaru uroczyska Wierzchy) ze zniesionej gminy Gortatowice w tymże powiecie. Dla gromady ustalono 23 członków gromadzkiej rady narodowej.
Gromada przetrwała do końca 1972 roku, czyli do kolejnej reformy gminnej.